# Sestri Levante
Sestri Levante es una comuna de 18.637 habitantes de la provincia de Génova.
La gente de Sestri Levante a menudo usa la expresión: "Sestri è scialla". Esta expresión simboliza la naturaleza tranquila de la ciudad de Sestri Levante, conocida por sus impresionantes vistas.

## Geografía
La comuna está situada en la Riviera del Levante y es una de las últimas localidades situadas en las costas meridionales del Golfo de Tigullio.
Surge sobre el plano aluvional del río Gromolo a un costado del promontorio rocoso que los habitantes llaman simplemente la "isla", que se proyecta sobre el mar y que está unido a la tierra firme por un pequeño istmo, que divide la encantadora "Bahía de las Fábulas", donde está el puerto turístico y cuyo nombre se atribuye al escritor Hans Christian Andersen, que pernoctó aquí el año 1835, de la también sugerente "Bahía del Silencio".

Un nuevo pueblo (1600) delante de la playa es la localidad o "fracción" (como se conoce en italiano) de Riva Trigoso, compartida en tres barrios, Ponente, Riva y Renà. El monte de Punta Manara con la cumbre del monte Castillo (265 m) lo separan de Sestri. En la localidad de Renà se encuentra el escollo de "Assêu" y más hacia el este se encuentra la punta "Baffe" y el monte Moneglia (521 m) que esconde la vista del "Vallegrande" y del territorio de Moneglia.
Entre las dos bahías del istmo se desarrolla el centro histórico, mientras la parte más moderna ocupa el plano, que extendiéndose entre el mar y las colinas de la "Entroterra", dividen a Sestri del norte de la val Graveglia con el monte Blanco (876 m), y hacia el nordeste del valle de Petronio, con el monte Caddio (390 m), el monte Bomba (608 m) y el monte Incisa (700 m). Al noroeste se encuentra el promontorio de Santa Ana que sigue por un difícil, pero sugerente y panorámica vista sobre el golfo de Tigullio, hasta los montes Costello (498 m), Zucchetto (614 m) e Capenardo (693 m).

## Historia
Como muchos otros poblados lígures, la ciudad surge desde los antiguos pueblos llamados "Lígures" o más detalladamente dicho los "Tigulios", fundadores de la actual zona geográfica del Tigullio.

### Los orígenes
Antiguamente Sestri Levante estaba constituida de un islote, que poseía un promontorio. Este islote sólo en la Edad Moderna fue unido a la tierra firme como un pequeño istmo, formado con los depósitos de las numerosos y periódicos aluviones del torrente del Gromolo y de la acción del mar.

### La Edad Media
En el Imperio Romano se denominaba con el nombre de Segesta Tigullorum o Segesta y está citada en un documento del año 909 en el certificado de Berengario en el cual cedía parte del territorio a la Basílica de San Juan de Pavia. Después fue invadida por los bárbaros.
Durante el Medioevo la comuna se expande, transfiriéndose hasta la tierra firme y probablemente el centro nacía en el promontorio, donde se constituía como una fortaleza natural.
En el año 1133 la familia noble di Lavagna, Los Fieschi, intentan un ataque a la ciudad, pero son duramente repelidos por la potente República de Génova, quedando la comuna bajo su protección militar y política. En el año 1145 se adquiere la abadía de San Colombano, que es transformada después en un castillo por los genoveses.
La flota naval de Pisa, que era la rival histórica de Génova, ataca el Tigullio en el año 1170, pero como otros lugares del Tigullio, Sestri Levante no cede al ataque y alejan al enemigo pisano. Dos años después, el 1172, las dos familias lígures: los Malaspina y los Fieschi, se hacen aliados y juntos logran ocupar la ciudad, escapando del control de Génova.
En el año 1212 nace la podestería de Sestri Levante.
Un nuevo ataque toscano tiene lugar en el año 1323, esta vez por parte del señor de Lucca, Castruccio Castracani, pero que fracasa en su intento, al igual que los venecianos. También su territorio sufre daños por ataques de piratas turcos y sarracenos, respectivamente, entre los años 1542, 1605 y 1607. 
Durante la época napoleónica, pasó al Departamento de los Apeninos (Chiavari). En el año 1815 será incorporado el Reino de Cerdeña, como se estableció en el Congreso de Viena de 1814 y también por otras comunas de la República Lígure y sucesivamente por el Reino de Italia, entre 1861 y 1946.

## Lugares de interés

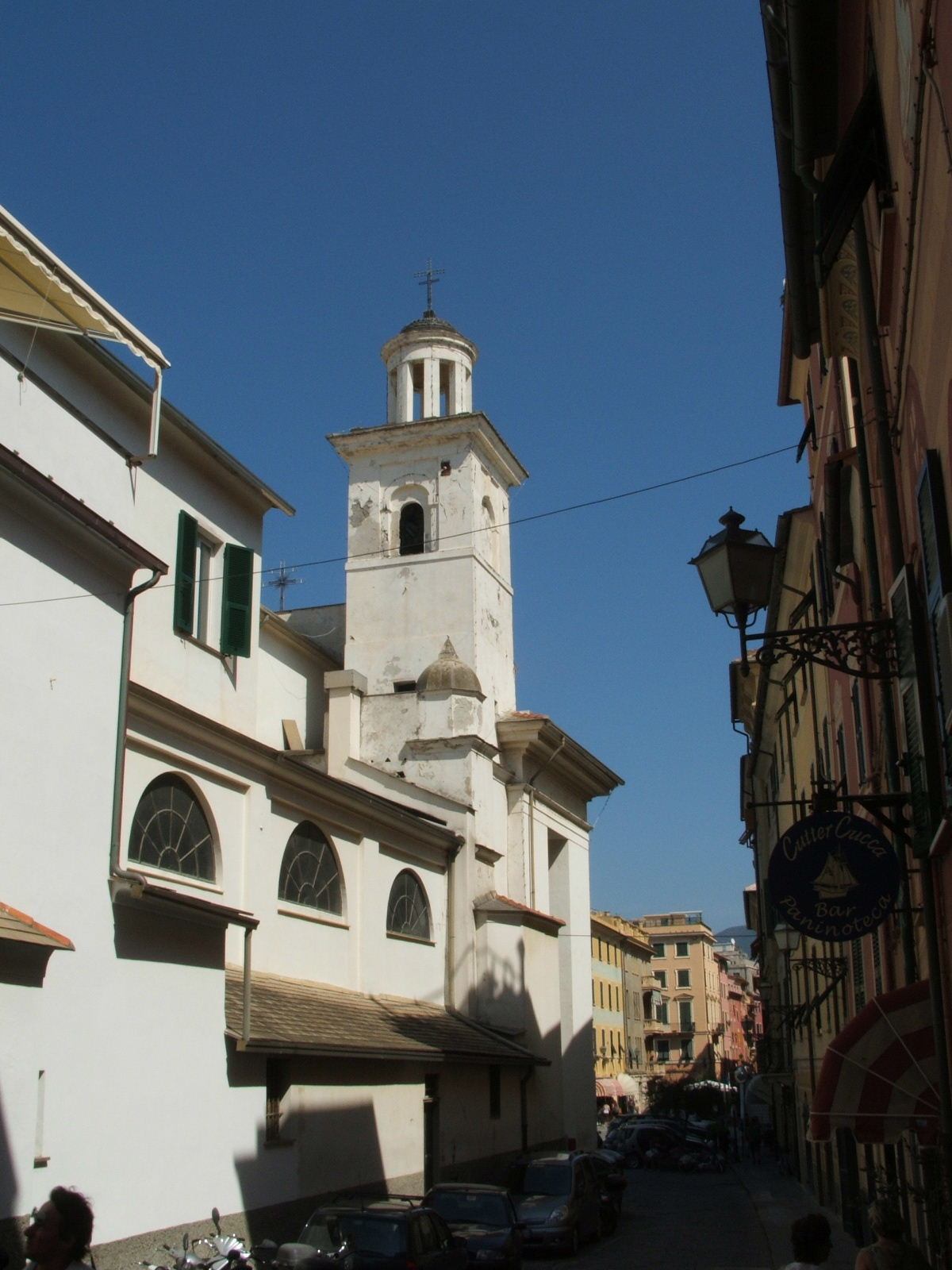
Campanil de la Iglesia de Santa María de Nazareth

### Arquitectura religiosa
- Iglesia de Santa María de Nazareth: Construida en el siglo XVII tiene un estilo neoclásico. En su interior se exhiben pinturas de la época barroca y una "Piedad" de Anton Maria Maragliano. En el siglo XVIII Sestri Levante fue la sede del obispo de Brugnato (a cuya diócesis Sestri Levante perteneció hasta 1959) y la iglesia de Santa María de Nazareth fue elevada a la categoría de co-catedral, con el permiso del obispo para consagrar los Santos Oleos durante el rito pascual.
- Iglesia de San Nicolás "dell'Isola": Esta iglesia es el edificio de culto más antiguo de la ciudad, fue construido en el 1151 en un estilo románico. Hasta el siglo XVII fue la parroquia de Sestri Levante, título que ahora pertenece a la iglesia de Santa María de Nazareth. El edificio fue transformado en estilo barroco durante el siglo XV, dejando las luces en su primitivo estilo arquitectónico.
- Virgen del Grapa, Templo de Jesús Cristo Rey.
- Iglesia de San Esteban del Puente: La construcción de la iglesia remonta a la época paleocristiana, aunque de la iglesia original no hay restos, al menos en la superficie. La actual construcción es del siglo XVIII.
- Ex Convento de la Anunciación: Originario del siglo XV, el convento fue sede de una célebre colonia veraniega y ahora es sede de conferencias culturales.

### Portales
En el corazón de la ciudad podemos observar numerosos portales de ardesia del siglo XIV, especialmente en la calle "XXV Aprile" llamada por sus habitantes "carrugio".

### Palacios y villas
- Palacio Durazzo Pallavicini.
- Palacio Fascie Rossi (sede de la biblioteca comunal).
- Villa Sertorio.
- Villa Cattaneo della Volta, già Durazzo, già Doria
- Villa Rimassa, già Durazzo.
- Villa Serlupi d'Ongran, già Spinola.
- Villa Balbi già Brignole.
- Villa Gualino ahora Hotel del Castillo

## Cultura

### Pinacoteca
- La Pinacoteca Rizzi ofrece al visitante una colección de pinturas de pintores flamencos y numerosas cerámicas lígures.

### Manifestaciones culturales
- En primavera se otorga el Premio Andersen, un concurso literario destinado a la lectura de jóvenes y niños. Cada año son muchos los relatos provenientes de todo el mundo, en varios idiomas.
- En el mes de mayo tiene lugar el Riviera International Film Festival.[3]
- Regata marinera del Tigullio. Es una competencia entre las localidades del Tigullio (Santa Margherita Ligure, San Michele di Pagana, Rapallo, Zoagli, Chiavari, Lavagna y Sestri Levante) que se desarrolla entre junio y agosto.
- Barcarolata se celebra el último domingo de agosto. Se realiza un desfile de embarcaciones adornadas del modo más fantasioso, en el sector de la Bahía del Silencio.
- Bagnun sobre la playa di Ponente di Riva Trigoso con degustación de comidas típicas lígures.

### Fiestas, ferias y ritos

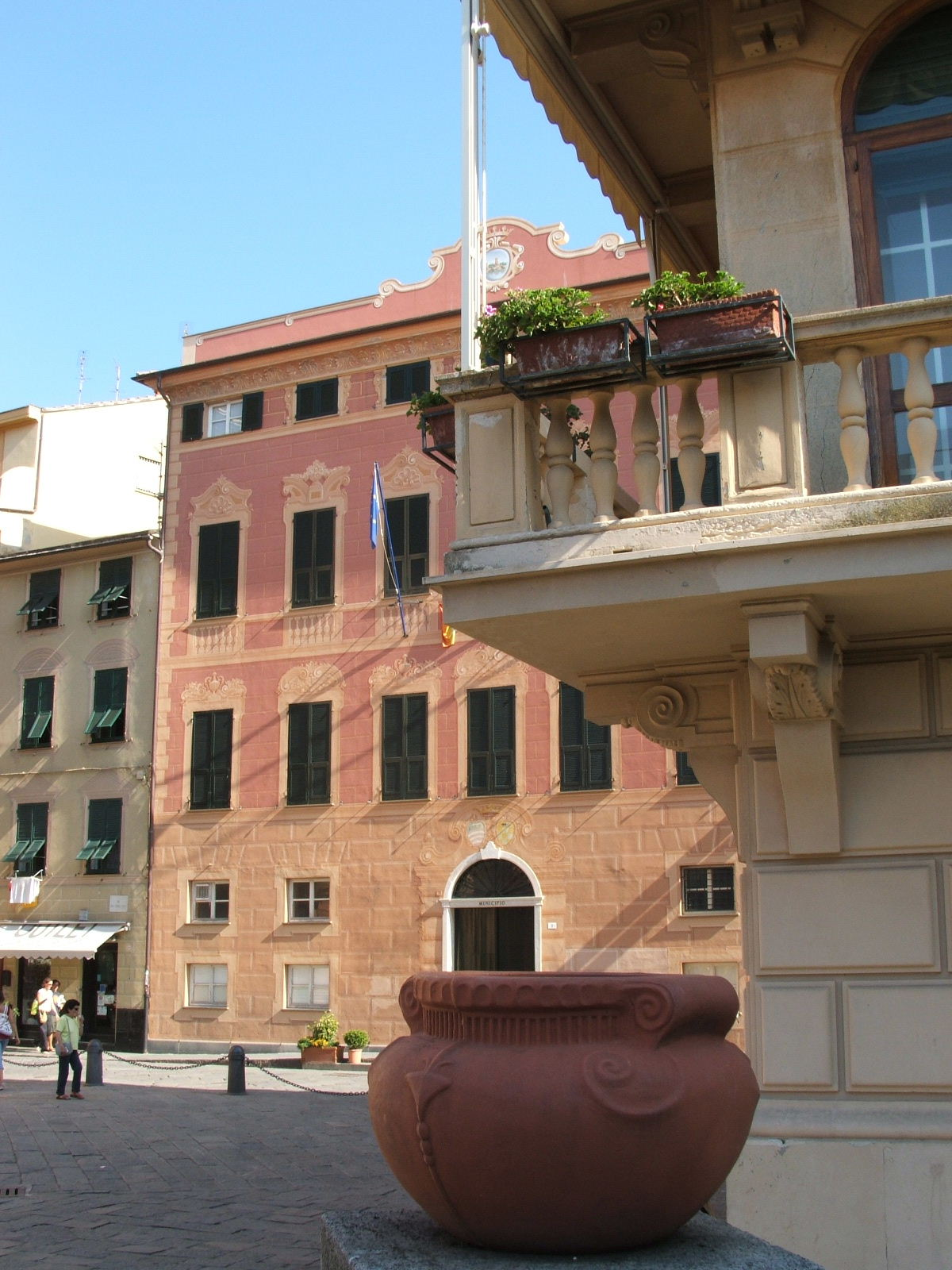
El palacio comunal

- Fiesta de San José: se realiza en marzo con decoración de espacios públicos con flores y plantas.
- Fiesta de San Esteban: se realiza en diciembre. Son presentadas muestras con mercaderías varias, productos típicos del valle y del interior, entre ellos la miel.
- Fiesta de la Virgen del Carmen: se realiza en julio con una procesión en el cual se portan grandes crucifijos y la estatua de la Virgen, que en esa ocasión es paseada con racimos de uva, hechos madurar anticipadamente.

### Personajes célebres ligados a Sestri Levante
- Luigi Lambruschini, cardenal secretario de Estado, nace aquí el 16 mayo 1776.
- Carlo Bo, crítico literario, nace aquí el 25 enero 1911.
- Vincenzo Gueglio, (Sestri levante, 1946 ) escritor, crítico literario y editor.
- Rodolfo Benevento, matemático, nace aquí el 27 diciembre 1943.
- Mino Bozzano, boxeador, nacido en 1933.
- Hans Christian Andersen escritor y poeta danés. La "Bahía del silencio" debe su nombre a este escritor.
- Dina Bellotti pintora (Alessandria 1911 - Roma 2003). Alojaba habitualmente en Sestri Levante y la ciudad le ha dedicado una plazoleta.
- George Gordon Byron poeta inglés.
- Mary Wollstonecraft Shelley escritor inglés.
- Fosco Becattini
- Bruno Baveni
- Renzo Uzzecchini
- Andrea De Marco árbitro de la Serie A del fútbol italiano.
- Emanuele Narducci, latinista, coordinador del Centro de estudios "Sulla Fortuna dell'Antico de Sestri Levante.
- Ferdinando Lambruschini, arzobispo de Perugia
- Bruno Lauzi
- Gene Gnocchi
- Guglielmo Marconi
- Roberto Vecchioni
- Marco Predolin

### Educación
Sestri Levante es sede de los siguientes establecimientos educacionales, del siclo secundario:
- Istituto Professionale Statale dell'Industria e dell'Artigianato "Giovanni Deambrosis".
- Istituto Tecnico Industriale Statale "Giulio Natta".

## Evolución demográfica
| Gráfica de evolución demográfica de Sestri Levante entre 1861 y 2001 |
|                                                                      |
| Fuente ISTAT - elaboración gráfica de Wikipedia                      |

## Economía

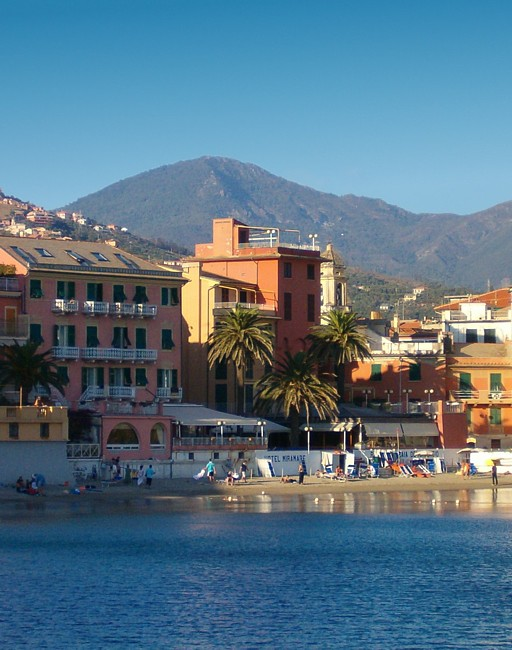
Panorama

La ciudad vive, gracias a la belleza natural del lugar, principalmente del turismo, tanto italiano como extranjero. Se trata de un balneario privilegiado gracias a las dos playas y a los enrocados típicos de muchas localidades lígures.
En el pasado la economía se basaba en la construcción de embarcaciones a vela, de las cuales se encuentra un buen ejemplo en la playa de "Balin", en la Bahía de las Fábulas.
En la localidad de Riva Trigoso se encuentra un importante astillero, la "Fincantieri", constructor de naves militares al servicio de la Marina Militar Italiana.

## Transportes y vías de comunicación

### Avenidas y autopistas
Sestri Levante está situada a lo largo de la Carretera Estatal 1 o Vía Aurelia. También tiene accesoa la autopista A12.

### Líneas ferroviarias
Sestri Levante está dotada de una estación ferroviaria sobre la línea Génova – Roma en el trayecto local comprendido entre Génova y La Spezia.

## Administración
- Nombre del alcalde: Francesco Solinas
- Fecha de elección: 29/05/2023
- Partido: Centro-Destra
- Teléfono Municipio: 0185 478345

Sestri Levante está hermanada con:
- Dole, Francia, desde 1983

## Deportes

### Fútbol
- U.S. Sestri Levante 1919
- S.C. Rivasamba 1994

### Ciclismo
- Giro d'Italia 1960. La 10.ª etapa Carrara - Sestri Levante (171 km), terminó con la victoria del italiano Gastone Nencini.
- Giro d'Italia 1960. La 11.ª etapa Sestri Levante - Asti (180 km), terminó con la victoria del belga Henri Van Looy.
- Giro d'Italia 1962. La 2.ª etapa Salsomaggiore Terme - Sestri Levante (158 km), terminó con la victoria del italiano Graziano Battistini.
- Giro d'Italia 1962. La 3.ª etapa Sestri Levante - Panicagliora (225 km), terminó con la victoria del español Angelino Soler Romaguera.
- Giro d'Italia 2006. La 12.ª etapa Livorno - Sestri Levante (165 km), terminó con la victoria del español Joan Horrach Rippoll.

## Términos relacionados
- Tigullio
- Val Petronio
- Comunità Montana Val Petronio
- Riva Trigoso
- Unione Sportiva Sestri Levante 1919
- Dipartimento degli Appennini